# Anyphaena salto
Anyphaena salto är en spindelart som beskrevs av Norman I. Platnick och Lau 1975. Anyphaena salto ingår i släktet Anyphaena och familjen spökspindlar. Inga underarter finns listade i Catalogue of Life.